# ويلهلم آدم (سياسي)
ويلهلم آدم (و. 1893 – 1978 م) هو سياسي، ومقاوم عسكري من ألمانيا الشرقية، كان عضوًا في الحزب النازي، كان عضوًا في كتيبة العاصفة، ويحمل رتبة عسكرية أوبريست، توفي في درسدن، عن عمر يناهز 85 عاماً.

## مناصب
تولى منصب عضو في مجلس الشعب ‏
.

## الخدمة العسكرية
خدم في جيش.

## جوائز
حصل على جوائز منها:
- وسام الفارس الصليبي الحديدي
- صليب الشرف في الحرب العالمية الأولي 1914/1918
- الصليب الحديدي من الرتبة الأولى  [لغات أخرى]‏
- وسام الدم
- راية العمل [الإنجليزية]‏
- وسام الاستحقاق الوطني الفضي
- الصليب الحديدي من الرتبة الثانية  [لغات أخرى]‏